# کوین ریچاردسون (بازیکن فوتبال)
کوین ریچاردسون (انگلیسی: Kevin Richardson؛ زادهٔ ۴ دسامبر ۱۹۶۲) یک بازیکن فوتبال اهل بریتانیا است.